# ФК „Олимпик“ (Варна)
ФК „Олимпик“ Варна е български футболен отбор от Варна. Отборът играе на НСБ "Спортпалас" базирана в к.к. Златни пясъци. Цветовете на отбора са червено, бяло и синьо.

## История
Отборът е създаден през 2017 година от бившите футболисти Диан Генчев, Иван Найденов, Марин Петров, Живко Бояджиев и Иван Караджов. През 2022 отборът се присъединява към „Б“ ОГ Варна, като печели промоция в същия сезон. През Юни 2025, въпреки че завършва втори в А ОГ, се включва в Североизточна Трета лига през сезон 2025/26.

## Успехи
Б ОФГ Варна
- 1 място – 2022/23

## Сезони

### Лига
| Сезон   | Лига                     | Лига | Лига | Лига | Лига | Лига | Лига | Лига | Лига | Лига | Лига | Голмайстор | Голмайстор |
| Сезон   | Дивизия                  | Ниво | М    | П    | Р    | З    | ВГ   | ДГ   | ГР   | Т    | Поз  | Голмайстор | Голмайстор |
| ------- | ------------------------ | ---- | ---- | ---- | ---- | ---- | ---- | ---- | ---- | ---- | ---- | ---------- | ---------- |
| 2022/23 | Б ОФГ Варна              | 5    | 16   | 13   | 1    | 2    | 51   | 13   | +38  | 40   | 1ви  |            |            |
| 2023/24 | А ОФГ Варна              | 4    | 20   | 11   | 3    | 6    | 46   | 23   | +23  | 36   | 5ти  |            |            |
| 2024/25 | А ОФГ Варна              | 4    | 18   | 13   | 4    | 1    | 83   | 19   | +64  | 43   | 2ри  |            |            |
| 2025/26 | Североизточна Трета лига | 3    |      |      |      |      |      |      |      |      |      |            |            |

### Купа на АФЛ
| Сезон   | Турнир      | Етап                                | Отбор    | Резултат |
| ------- | ----------- | ----------------------------------- | -------- | -------- |
| 2024/25 | Купа на АФЛ | Североизточна България – Първи кръг | Аксаково | 0:7      |